# إمداد الريف بالكهرباء
إمداد الريف بالكهرباء أو كهربة الريف (بالإنجليزية: Rural electrification) هي عملية إيصال الطاقة الكهربائية إلى المناطق الريفية والنائية. إذ تعاني المجتمعات الريفية من صعوبة كبيرة حيث تقصر الشبكات الوطنية عن تلبية طلبها على الكهرباء. إذ منذ عام 2017، يفتقر أكثر من مليار شخص حول العالم إلى الطاقة الكهربائية المنزلية، ويمثلون 14٪ من سكان العالم.

يبدأ التزود بالكهرباء عادة في المدن والبلدات وتمتد تدريجيًا إلى المناطق الريفية، ومع ذلك، غالبًا ما تواجه هذه العملية عقبات في الدول النامية. ويعد توسيع الشبكة الوطنية أمرًا مكلفًا وتفتقر البلدان باستمرار إلى رأس المال اللازم لتنمية بنيتها التحتية الحالية. بالإضافة إلى ذلك، فإن استهلاك تكاليف رأس المال لتقليل تكلفة الوحدة لكل توصيل يصعب القيام به في المناطق ذات الكثافة السكانية المنخفضة (مما يؤدي إلى ارتفاع نصيب الفرد من النفقات). وإذا تمكنت الدول من التغلب على هذه العقبات وإيصال الكهرباء لكل أنحاء الصعيد الوطني، فستكون المجتمعات الريفية قادرة على جني قدر كبير من التنمية الاقتصادية والاجتماعية.

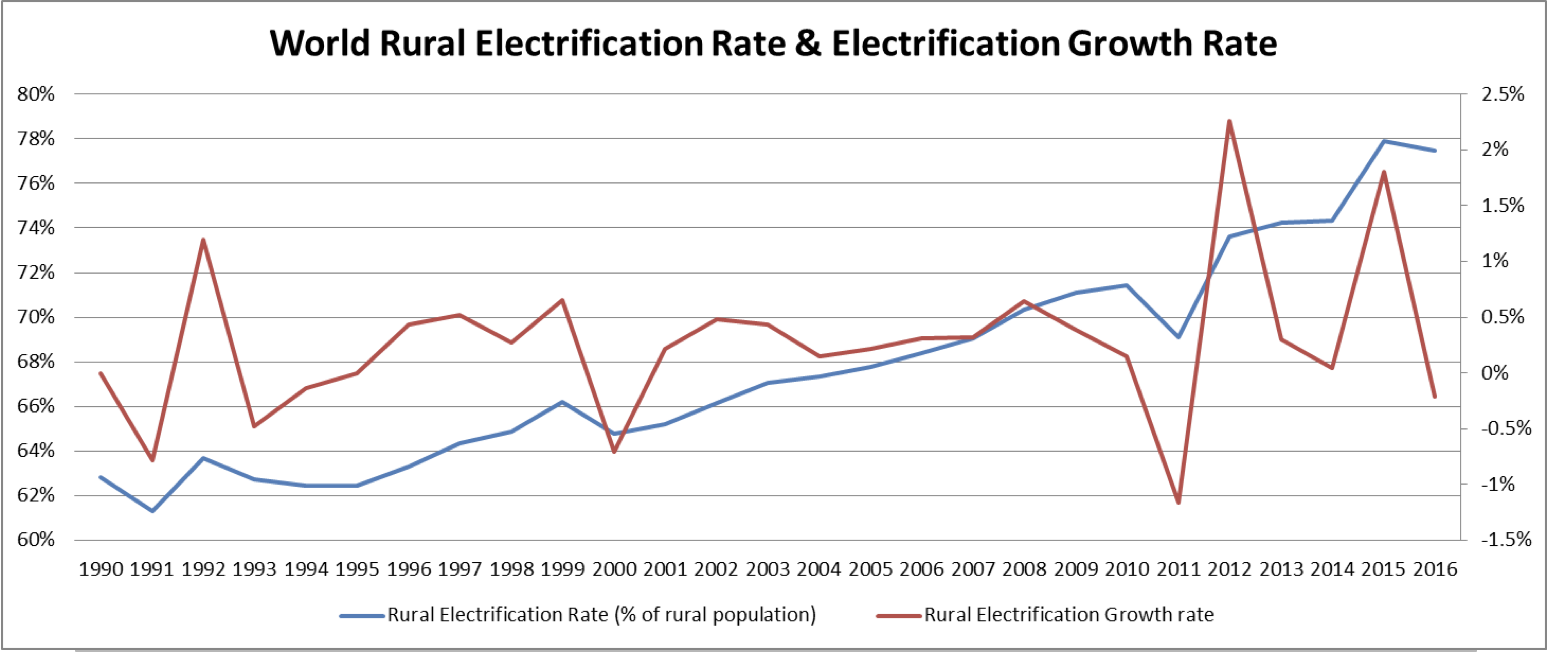
يوضح هذا الرسم البياني معدل إمداد الريف بالكهرباء في العالم جنبًا إلى جنب مع معدل نمو الكهرباء 1990-2016 ويجمع البيانات من البنك الدولي

## الفوائد الاجتماعية والاقتصادية

### التعليم
يسهل الحصول على الكهرباء النمو الاقتصادي والاجتماعي المستدام. أولًا، من خلال زيادة التحصيل العلمي. فالطلاب الذين أجبروا في السابق على الدراسة عندما تكون الشمس مشرقة أصبحوا قادرين الآن على الدراسة بواسطة ضوء مصابيح الثنائية الباعثة للضوء في الصباح الباكر أو في وقت متأخر من الليل. في كينيا على سبيل المثال، كشفت اللقاءات مع معلمي المدارس أن وجود الضوء قد سمح بساعات إضافية من التدريس في وقت مبكر، وفي وقت لاحق من اليوم لتغطية المواد التي لم تتم مراجعتها بشكل كافٍ خلال الساعات العادية. بالإضافة إلى ذلك، فإن المدارس التي تتمتع بإمكانية الحصول على الكهرباء قادرة على توظيف معلمين ذوي جودة أعلى وشهدت تحسينات في درجات الاختبارات ومعدلات التخرج، مما أدى إلى زيادة رأس المال البشري الذي يدخل القوى العاملة في المستقبل.

### الإنتاجية والكفاءة
بالإضافة إلى تحسين التعليم، يسمح إمداد الريف بالكهرباء أيضًا بمزيد من الكفاءة والإنتاجية. إذ ستكون الشركات قادرة على إبقاء أبوابها مفتوحة لفترة أطول وتحقيق إيرادات إضافية. وسيتمكن المزارعون من الوصول إلى التقنيات الحديثة المبسطة مثل الري ومعالجة المحاصيل وحفظ الأغذية. في عام 2014، اكتسبت المجتمعات الريفية في الهند أكثر من 21 مليون دولار أمريكي من زيادة النشاط الاقتصادي المدفوع بالإضافات الأخيرة للكهرباء.

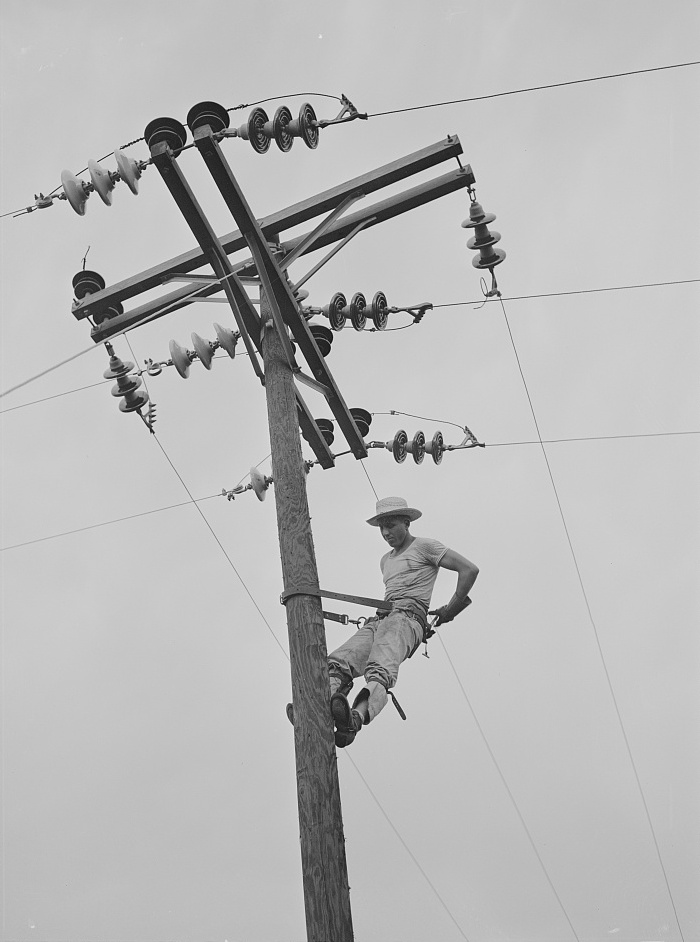
موظف في إدارة إمداد الريف بالكهرباء يعمل في ميسوري بالولايات المتحدة عام 1942

### خلق فرص العمل
عند توسيع الشبكة الكهربائية، تظهر طللبات لآلاف الوظائف التي تتراوح من تطوير الأعمال إلى البناء، وتخلق مشاريع توزيع الكهرباء ثروة من فرص العمل وتساعد على التخفيف من حدة الفقر. على سبيل المثال، حددت الهند هدفًا يتمثل في 175 جيجاواط من الطاقة النظيفة ليتم تركيبها بحلول عام 2022 لزيادة الكهرباء في جميع أنحاء البلاد. ما يقدر بنحو 300,000 فرصة عمل يجب إيجادها من أجل الوصول إلى هذه الأهداف النبيلة.

### تحسينات الرعاية الصحية
يمكن أن يؤدي توفر الكهرباء إلى زيادة جودة الرعاية الصحية المقدمة بشكل كبير. إذ تزيد الإضاءة المحسّنة من الوقت الذي يمكن للمرضى القدوم فيه للحصول على العلاج. ويمكن استخدام الثلاجات لحفظ اللقاحات والدم القيمة بشكل كبير. سيتم تحسين إجراءات التعقيم ويمكن أن يوفر استخدام آلات عالية التقنية مثل الأشعة السينية أو الماسحات فوق الصوتية للأطباء والممرضات الأدوات التي يحتاجون إليها لأداء.
في ديارا راشالبول، مجموعة قرى على نهر الغانج، 140 أسرة بدون كهرباء. يضطر السكان المحليون إلى السفر من 2 إلى 3 ساعات عبر النهر للعلاج أو الحصول على اللقاحات. مع الحصول على الكهرباء، سيكون العلاج في متناول السكان المحليين.

### فوائد إضافية
- الحد من العزلة والتهميش من خلال خطوط الهاتف والتلفزيون[7]
- تحسين السلامة من خلال تنفيذ إنارة الشوارع وإشارات الطرق المضاءة.[7]
- تقليل النفقات على مصابيح الوقود الأحفوري باهظة الثمن مثل الكيروسين[7]

## التقنية
ظهرت مشاريع متجددة خارج الشبكة في العديد من المناطق لتلبية الطلب على الكهرباء في المجتمعات الريفية. نظرًا لموقعها الجغرافي والطلب الإجمالي المنخفض نسبيًا، فإن توسيع الشبكة الوطنية إلى المناطق الريفية يعد أمرًا مكلفًا وصعبًا. الشبكات الصغيرة القائمة على الطاقة المتجددة أقل اعتمادًا على البنية التحتية واسعة النطاق ويمكن تنفيذها بشكل أسرع وأرخص. عندما يمكن إعداد شبكة توزيع الطاقة الكهربائية، غالبًا ما يتم استخدام سلك أرضي واحد عائد. يتم استخدام التقنيات التالية على نطاق واسع:
- الخلايا الكهروضوئية
- مضخات مياه الرياح الميكانيكية
- الرياح الكهربائية الصغيرة
- أنظمة الطاقة الشمسية الهجينة بالديزل: خاصة للاتصالات في جميع أنحاء العالم. تجاري بالكامل وخيار مفضل للاتصالات عن بعد، متطور تجاريًا للطاقة القروية.
- الطاقة الحيوية
- يتم تنفيذ مشاريع صغيرة لتوليد الكهرباء بواسطة المياه الجارية على نطاق واسع في نيبال وفيتنام والصين.
- تُستخدم الطاقة الهجينة أيضًا على نطاق واسع حيث يتم الجمع بين عدد من التقنيات المختلفة لتوفير مصدر طاقة واحد.[10]

## التحديات
أشار الباحثون إلى أنه في حين سنت العديد من السياسات الداعمة، فإن تكلفة توفير الكهرباء للقرى النائية لا تزال مرتفعة. علاوة على ذلك، يمكن أن تكون كل من موارد الطاقة والطلب في هذه المجالات متقلبة كثيراً، مما يجعل من الصعب التخطيط بشكل مناسب. ثمة مشكلة أخرى هنا وهي أن موقع القرية حُدد تاريخيًا بناءً على التربة والمياه والتخزين وما إلى ذلك، وقد لا يكون مثاليًا لتوليد الطاقة المتجددة.
للتخفيف من هذه المشكلات، جرى اقتراح نموذج كهربة الريف الشبكي. في هذا النموذج، يتم ربط القرى في منطقة محددة عبر شبكة مثالية، والتي بدورها تتصل بعدد قليل من مرافق التوليد المركزية الموجودة في المواقع ذات موارد الطاقة المتجددة الأفضل. على هذا النحو، يتم تزويد كل قرية جزئيًا بمرفق محلي صغير، وجزئيًا من خلال المرافق المركزية. يؤدي ذلك إلى تحسين استخدام موارد الطاقة بالإضافة إلى مرونة النظام وموثوقيته بشكل عام. تعتمد جدوى هذا النموذج على تكلفة بناء الشبكة المثلى. استنادًا إلى خوارزمية A * المتسارعة، ابتكر الباحثون طريقة فعالة لتقييم جميع الاتصالات الممكنة في ظل هيكل جغرافي معقد، وبالتالي تحسين تصميم الشبكة عمليًا. يتبع التبرير الاقتصادي.

## المبادرات الوطنية حسب القارة

### أفريقيا
أثيوبيا
بدأت كهربة الريف الإثيوبي في عام 1998 (على الرغم من وجود أنشطة صغيرة قبل 1995-1997 لكهربة المدن الكبرى المسماة المنطقة ووريدا) ثم تبعها هدف الألفية للتطوير 1998-2002 بدأ برنامج الوصول الكهربائي الشامل، والبرنامج المخطط لكهربة 6000 قرى في 5 سنوات. بعد الدروس المستفادة من ذلك، تم إطلاق خطة النمو والتحول. ويعد البرنامج أحد البرامج التي تم إنجازها بنجاح في زيادة معدل الوصول إلى المناطق الريفية وتحويل المجتمع الريفي، وخلق فرص العمل، والمقاولين المحليين والتعاونيات. تم تمويل البرنامج من خلال دعم الصناديق والقروض والحكومة.

#### كينيا
يصف كارانجا الدور الذي يمكن أن يؤديه النهج المنسق لكهربة الريف في كينيا والتحديات التي تنشأ. يتمثل أحد الحلول في الجمع بين نمذجة نظام الكهرباء العددي مع المعلومات الجغرافية لاستكشاف مزيج مختلف من تمديد الشبكة والشبكات الصغيرة والأنظمة المستقلة.

#### السنغال
جرى تطوير قطاع الكهرباء في السنغال في عام 1998. منذ ذلك الحين، نفذت الدولة العديد من مبادرات الكهرباء:
- خطة العمل الوطنية لكهربة الريف السنغالي، المصممة لزيادة مشاركة القطاع الخاص في كهربة الريف (التفاصيل أدناه).
- التعهدات وبرنامج الطوارئ، بقيادة وتمويل إلى حد كبير من قبل حكومة السنغال.
- المشاريع الفردية التي تقودها المنظمات غير الحكومية والشركات الخاصة.[16]

أُطلقت خطة عمل كهربة الريف السنغالي في عام 2002 بهدف تعظيم الاستثمار من القطاع الخاص. فقد جمعت في المتوسط 49٪ من التمويل الخاص خلال الفترة 2002-2012، أكثر من ضعف المتوسط العالمي البالغ 22٪ لمشروعات الوصول إلى الطاقة. ومع ذلك، خلال نفس الفترة، زادت بشكل مباشر من مستويات كهربة الريف بنسبة تقل عن 1 ٪.
يشير التحليل الذي الباحثان أجراهموهود وجروس (2014) إلى أن خطة العمل واجهت حواجز سياسية ومؤسسية كبيرة، لا سيما المعارضة المؤسسية، والدعم الوزاري المتردد ومفاوضات أصحاب المصلحة المطولة، فضلاً عن الصعوبات الكامنة في تنفيذ إطار سياسة مبتكر. على الرغم من أن خطة العمل كانت ناجحة للغاية في جذب التمويل الخاص، إلا أن التحديات السياسية / المؤسسية التي واجهتها تعكس تجارب مخططات الكهربة القائمة على الإصلاح عبر أفريقيا جنوب الصحراء. وهذا يسلط الضوء على أهمية تصميم المبادرات لتلائم بيئة السياسات المحلية.

### الأمريكتان

#### البرازيل
في عام 1981، كانت 74.9٪ من الأسر البرازيلية تتمتع بالطاقة الكهربائية، وفقًا لمسح العينة الوطني للأسر الذي أجراه المعهد البرازيلي للجغرافيا والإحصاء.
في عام 2000، أطلقت الحكومة الفيدرالية للبرازيل، تحت إدارة فرناندو هنريكي كاردوسو، برنامج Luz no Campo لتوسيع توزيع الكهرباء في المساكن البرازيلية، مع التركيز على الأسر الريفية. من عام 2003 فصاعدًا، تم تعزيز البرنامج وإعادة تسميته من قبل إدارة لويس إيناسيو لولا دا سيلفا. كانت النتائج، وفقًا للمعهد البرازيلي للجغرافيا والإحصاء، بحلول عام 1996، أن 79.9 ٪ من جميع الأسر لديها إمكانية الوصول إلى إمدادات الطاقة الكهربائية وارتفعت هذه النسبة إلى 90.8 ٪ في عام 2002 و98.9 ٪ في عام 2009.

#### هايتي
لا تزال هايتي الدولة الأقل تزويدًا بالكهرباء في نصف الكرة الغربي، ولكن تم إطلاق العديد من الجهود الطموحة لمعالجة كهربة الريف في البلاد. أشار البعض إلى أنه نظرًا لأن الكثير من المناطق الريفية في هايتي تفتقر حاليًا إلى البنية التحتية للمرافق، فإن هايتي في وضع جيد للقفز إلى أنظمة الطاقة المعيارية الحديثة مثل الشبكات الصغيرة (أو "الشبكات الصغيرة") التي تعمل بالطاقة المتجددة. يعمل منظم الطاقة في حكومة هايتي، بالإضافة إلى خلية الطاقة التابعة لوزارة الأشغال العامة والشركاء الدوليين على إزالة الحواجز وزيادة الاستثمار في الطاقة المتجددة لكل من الشبكات الصغيرة الجديدة والمعزولة والشبكات الإقليمية.
باستخدام بيانات عام 2020، قدّر بنك التنمية للبلدان الأمريكية أن 45٪ من سكان هايتي يحصلون على الكهرباء. لكن النقص المتكرر في الوقود وانقطاعات الخدمة الأخرى يعني أن وصول السكان الحقيقي إلى خدمة الكهرباء الموثوق بها أقل بكثير. على سبيل المثال، في عامي 2021 و2022، حتى أهم المستشفيات في البلاد كانت تقلل من خدماتها بسبب نقص الوقود لتشغيل مولداتها الخاصة للكهرباء في الموقع.

#### جامايكا
تم دمج برنامج كهربة الريف (REP) في جامايكا عام 1975 مع تفويض محدد لتوسيع مدى وصول إمدادات الكهرباء إلى المناطق الريفية، حيث لن يكون توفير هذه الخدمات مجديًا اقتصاديًا لمقدمي الكهرباء التجاريين. يوسع برنامج كهربة الريف الشبكة الوطنية من خلال إنشاء خطوط أعمدة التوزيع الكهربائي إلى المناطق غير المكهربة ويوفر المساعدة في توصيل الأسلاك المنزلية من خلال برنامج قروض لأفراد المنازل.
في يونيو 2012، كشف وزير الطاقة فيليب بولويل أن ما يقرب من 16000 منزل في الأجزاء النائية من الجزيرة التي لا تحتوي على كهرباء وسيتم تزويدها بالطاقة الشمسية أو طاقة الرياح من خلال برنامج كهربة الريف.
في ندوة مشروع التحليل والتحقيق بشأن الانبعاثات المنخفضة التي تمولها الوكالة الأمريكية للتنمية الدولية، والتي عقدت في فندق جامايكا بيغاسوس عام 2013، صرح وزير الطاقة فيليب بولويل أنه تم تفويض برنامج كهربة الريف أيضًا لإكمال هدفه المتمثل في تقديم الكهرباء إلى 100 في المائة من المناطق الريفية. وأوضح أن "الثلاثة في المائة المتبقية الآن موجودة في مناطق بعيدة جدًا عن الشبكة، وهي مكلفة للغاية (لتوفيرها)، وسنقوم بنشر أنظمة كهروضوئية في هذه المناطق". في مارس 2015، أخبر إحدى الصحف أنه بحلول عام 2017، "لا ينبغي أن يكون لدينا برنامج كهربة الريف بالطريقة التي نفعلها الآن"، مضيفًا أنه إذا وجدت الحكومة صعوبة كبيرة في تشغيل خطوط الكهرباء في المجتمعات، فسوف تستخدم الطاقة الشمسية.

#### الولايات المتحدة
في عام 1892، تلقى جاي بيردسلي، المالك الأصلي لقلعة بيردسلي، مبلغ 40 ألف دولار لتوفير الطاقة الكهرومائية إلى إيست كريك في نيويورك. على الرغم من انتشار الكهرباء في المدن، بحلول العشرينات من القرن الماضي، لم تكن شركات الطاقة توصل الكهرباء إلى المناطق الريفية بسبب الاعتقاد العام بأن تكاليف البنية التحتية لن يتم تعويضها. في الأراضي الزراعية ذات الكثافة السكانية المنخفضة، كان هناك عدد أقل بكثير من المنازل لكل ميل من خطوط الكهرباء المركبة.
جرى تنظيم لجنة ولاية مينيسوتا لإجراء دراسة عن تكاليف وفوائد كهربة الريف. أجرى قسم النظم الحيوية والهندسة الزراعية بجامعة مينيسوتا، بالاشتراك مع شركة الطاقة الأمريكية الشمالية (NSP، الآن Xcel Energy )، تجربة لتوفير الكهرباء لتسع مزارع في منطقة ريد وينغ. تم تسليم الكهرباء لأول مرة في 24 ديسمبر 1923. كان" مشروع ريد وينج" ناجحًا - خلصت شركة الطاقة والجامعة إلى أن كهربة الريف مجدية اقتصاديًا. كانت نتائج التقرير مؤثرة في قرار الحكومة الوطنية بدعم كهربة الريف.
قبل عام 1936، رُكب عدد صغير ولكن متزايد من المزارع محطات صغيرة لتوليد الكهرباء من الرياح. تستخدم هذه بشكل عام مولد 40V DC لشحن البطاريات في الحظيرة أو الطابق السفلي من المزرعة. كان هذا كافياً لتوفير الإضاءة والغسالات وبعض عمليات الضخ أو التبريد المحدودة للآبار. تم استخدام محطات طاقة الرياح في الغالب في السهول الكبرى، والتي لها رياح صالحة للاستعمال في معظم الأيام.
في عام 1933، جرى إنشاء سلطة وادي تينيسي جزئيًا لتوفير الكهرباء الريفية في وادي تينيسي والمناطق المحيطة بها. أنشأت سلطة وادي تينيسي قدرات التوليد والنقل بالجملة التي مكنت أنظمة التوزيع الريفية من خلال التعاونيات الكهربائية. من بين 6.3 مليون مزرعة في الولايات المتحدة في يناير 1925، كان 205,000 فقط يتلقون خدمات كهربائية مركزية.
جرى إنشاء إدارة كهربة الريف بأمر تنفيذي كمكتب فدرالي مستقل في عام 1935، وأذن به الكونغرس الأمريكي في قانون كهربة الريف لعام 1936، وفي وقت لاحق في عام 1939، أعيد تنظيمها كقسم من وزارة الزراعة الأمريكية. تم تكليفه بإدارة برامج القروض للكهرباء والخدمات الهاتفية في المناطق الريفية. بين عامي 1935 و1939 - أو أول 4 سنوات ونصف بعد إنشاء إدارة كهربة الريف، تضاعف عدد المزارع التي تستخدم الخدمات الكهربائية.
تعهدت هيئة الطاقة المتجددة بتزويد المزارع بالإضاءة والطاقة الكهربائية غير المكلفة. لتنفيذ هذه الأهداف، قدمت الإدارة قروضًا طويلة الأجل ذاتية التصفية إلى حكومات الولايات والحكومات المحلية، وتعاونيات المزارعين، والمنظمات غير الربحية؛ لم يتم تقديم قروض مباشرة للمستهلكين.
في عام 1949، تم السماح لـهيئة الطاقة المتجددةبتقديم قروض لتحسينات الهاتف. في عام 1988، سُمح لـلهيئة بمنح قروض بدون فوائد لخلق فرص العمل وأنظمة الكهرباء الريفية. بحلول أوائل السبعينيات، كان لدى حوالي 98 ٪ من جميع المزارع في الولايات المتحدة خدمة كهربائية، وهو دليل على نجاح الهيئة. في عام 1994، أعيد تنظيم الإدارة في خدمة المرافق الريفية بموجب قانون إصلاح تأمين المحاصيل الفيدرالي لعام 1994 وقانون إعادة تنظيم وزارة الزراعة لعام 1994 .
في سبتمبر 2018، قالت وزارة الزراعة الأمريكية إنها ستنفق 398.5 مليون دولار على مشاريع البنية التحتية، عن طريق القروض، التي تسعى إلى تحسين خدمة الكهرباء في المناطق الريفية. يُطلق على البرنامج اسم برنامج قرض البنية التحتية الكهربائية. من 398.5 مليون دولار، سيتم استثمار 43 مليون دولار في تكنولوجيا الشبكة الذكية.
وفقًا للمنصة الإعلامية سمارت سيتيز دايف، "سيكون أكبر قرض 68.5 مليون دولار لدعم مزرعة شمسية تديرها مزود الطاقة الكهربائية NextEra Energy Resources في أركنساس، والتي يمكن أن تلبي احتياجات 21,000 منزل". وستخصص القروض لمشاريع في 13 ولاية: أركنساس وكولورادو وإنديانا وأيوا ومينيسوتا وميسوري ونيو مكسيكو ونورث كارولينا وأوهايو وأوكلاهوما وساوث كارولينا وتكساس وفيرجينيا.

### آسيا

#### الصين
بحلول عام 2015، حصل 100%من الصينيين على الطاقة الكهربائية. إذ في أوائل التسعينيات من القرن العشرين، كان الريف الصيني لا يزال يعاني من فقر الطاقة المدقع؛ فأكثر من 40 في المائة من سكان الريف الصينيين لا يحصلون على الطاقة أو الإضاءة الكهربائية على الإطلاق، ويعتمدون بدلاً من ذلك على مصابيح الكيروسين للإضاءة، وفي أوائل التسعينيات من القرن الماضي، بلغ متوسط استخدام الطاقة في الريف ما يعادل المصباح الكهربائي 60 وات الذي تم تشغيله لمدة تقل عن 30 دقيقة في اليوم.
أطلقت الصين برنامج كهربة المدن الصينية في عام 2001 لتوفير الكهرباء المتجددة لألف بلدة، وهو أحد أكبر البرامج المماثلة في العالم. تبع ذلك برنامج كهربة القرية الصينية، الذي يستخدم أيضًا الطاقة المتجددة، والذي يهدف إلى كهربة 3.5 مليون أسرة أخرى في 10,000 قرية بحلول عام 2010، على أن يتبعها كهربة الريف الكامل بحلول عام 2015. في ديسمبر 2015، جلبت الصين آخر 39800 صيني إلى شبكة الكهرباء الوطنية من خلال إنفاق 324 مليون دولار واستخدام أكثر من 5000 عامل لتوصيل قريتين بعيدتين للغاية في مقاطعة كيغاي الواقعة على ارتفاعات 13100قدم.

#### الهند
في الوقت الحالي، تم تزويد جميع القرى في الهند بالكهرباء في 29 أبريل 2018 ولكن هذا لا يعني أن جميع المنازل مزودة بالكهرباء. وفقًا للمعايير المحددة للهند، يجب أن يتوفر لدى 10٪ فقط من المنازل في القرية الكهرباء حتى يتم اعتبارها مكهربة. اعتبارًا من أغسطس 2018، تم تزويد 91٪ من إجمالي المنازل بالكهرباء في الهند. يتم تزويد المناطق الريفية في الهند بالكهرباء بشكل غير موحد، حيث تتمكن الدول الأكثر ثراءً من تزويد غالبية القرى بالطاقة بينما لا تزال الدول الفقيرة تكافح من أجل القيام بذلك.
جرى تشكيل شركة كهربة الريف المحدودة لمعالجة قضية توفير الكهرباء على وجه التحديد في جميع القرى في جميع أنحاء البلاد. الفقر ونقص الموارد وانعدام الإرادة السياسية وسوء التخطيط وسرقة الكهرباء هي بعض الأسباب الرئيسية التي تركت العديد من القرى في الهند بدون كهرباء، في حين تمتعت المناطق الحضرية بنمو في استهلاك الكهرباء والقدرة.
من أجل زيادة معدلات الكهرباء بشكل كبير، حددت الحكومة الهندية هدف 175 جيجاوات من الطاقة المتجددة المركبة بحلول عام 2022 وفرضت كهربة أكثر من 18,000 قرية. في نهاية عام 2016، كان لدى الهند حوالي 45.6 جيجاواط من الطاقة المتجددة المثبتة مع قدر هائل من العمل والاستثمار المطلوب لتحقيق أهدافها النبيلة. تحاول الحكومة المركزية بشكل متزايد تحسين الظروف القاسية من خلال الاستثمار بكثافة في الغاز الحيوي والطاقة الشمسية وطاقة الرياح. جرى الإعلان عن برامج مثل مهمة الطاقة الشمسية JNN وPradhan Mantri Gram Vidyut Yojana المعروف أيضًا باسم مخطط Saubhagya لربط وتيرة الكهربة وتنويع الإجراء. والعمل جارٍ أيضًا لتقليل الفاقد، وتوفير معدات أفضل، وتحسين البنية التحتية الشاملة لنقل الكهرباء في القرى.
نجح هذا المخطط في ضمان التوسع السريع للبنية التحتية للكهرباء في الهند. البنية التحتية للكهرباء متاحة الآن على بعد 50 مترًا من مباني المستهلكين. وأعلنت حكومة الهند عن توفير الكهرباء بنسبة 100٪ لجميع الأسر الراغبة في الهند في عام 2018. تشير نظرة أعمق على معدلات الكهرباء في جميع أنحاء البلاد إلى أن حوالي 13 ٪ من المستهلكين المنزليين ما زالوا لا يملكون توصيلات كهربائية بسبب تساؤلات حول القدرة على تحمل تكاليف الكهرباء وسوء جودة الخدمة. غالبية المستهلكين المنزليين الذين لديهم اتصال كهربائي قائم على الشبكة لديهم حمولة منخفضة من 0-1 كيلو واط أو 1-2 كيلو واط. إلى جانب ذلك، لوحظ وجود تفاوت في معدل الوصول إلى شبكة الكهرباء بين المستهلكين الزراعيين والمؤسسات.

### أوروبا

#### أيرلندا
خلال الثلاثينيات من القرن الماضي، كانت معظم المدن في أيرلندا متصلة بالشبكة الوطنية. أدى اندلاع الحرب العالمية الثانية في أوروبا إلى نقص الوقود والمواد وتوقفت عملية الكهرباء فعليًا. في أوائل الخمسينيات من القرن الماضي، جلب مخطط كهربة الريف الطاقة الكهربائية تدريجياً إلى الريف، وهي عملية اكتملت في البر الرئيسي في عام 1973 (على الرغم من أن آخر الجزر البحرية المأهولة بالسكان لم تكن متصلة بالكامل حتى عام 2003). يستمر مخطط كهربة الريف حاليًا، ولكنه يهتم بشكل أساسي بتحسين جودة الشبكة (لا تزال تقلبات الجهد مشكلة في أجزاء من أيرلندا - لا سيما في المناطق الريفية) وإتاحة الإمدادات ثلاثية الطور للمزارع الكبيرة والشركات الريفية التي تتطلب ذلك.

## أمثلة ناجحة

### غرام أورجا
مثل العديد من شركات الشبكات الصغيرة الأخرى، شرعت شركة غرام أورجا في توفير الكهرباء للملايين الذين يفتقرون إلى الطاقة في المناطق الريفية في الهند. أنشأت غرام أورجا نموذجًا قائمًا على "الشراكة الاجتماعية للشركات" ويحصل على تمويل من الصناديق الخيرية للشركات. كان مشروعهم الأول في داريوادي، وهي قرية ريفية بها 39 أسرة. جمع غرام أورجا التمويل من شركة بوش للطاقة الشمسية وتلقى الاستشارات والإرشادات من مؤسسة شاكتي. قاموا بتركيب محطة طاقة شمسية قادرة على إنتاج 9.4 كيلوواط من الطاقة مع وحدة غاز حيوي احتياطية لإنتاج الطاقة عندما لا يتوفر ضوء الشمس. تعد الملكية المحلية للمشروع أحد المبادئ الأساسية لنموذج أعمال غرام أورجا، لذا فقد شجعوا المشاركة في إنشاء الشبكة المصغرة وإدارتها. تجمع ائتمان القرية الفواتير كل شهر وتودع الإيرادات في صندوق المجموعة. أثبت هذا النموذج الهجين نجاحه وتم تنفيذه في أكثر من 10 قرى. تبلغ قدرة الشركة حاليًا 45.7 كيلوواط ويخدم 230 أسرة. كما دخلوا في شراكة مع بنك أمريكا لمواصلة تنفيذ هذه المشاريع في جميع أنحاء الهند.

### جي أر أي دي (التنمية المبتكرة على مستوى القاعدة الشعبية والريفية)
جي أر أي دي هي شركة هندية ناشئة تهدف إلى تسهيل التنمية الاقتصادية والاجتماعية المستدامة من خلال حلول الطاقة منخفضة التكلفة في المناطق الريفية. خارج أنظمة الشبكات الصغيرة، استخدمت جي أر أي دي الطاقة الشمسية لحل عدد لا يحصى من القضايا التي ابتليت بها المجتمعات الريفية. على سبيل المثال، أنشأت جي أر أي دي محطات فلترة بالتناضح العكسي تعمل بالطاقة الشمسية في المناطق الريفية بالهند للمساعدة في القضاء على انعدام الأمن المائي. يحصل 18٪ فقط من سكان الريف في الهند على مياه الصنبور المعالجة، مما يجبر السكان المحليين على الاعتماد على المياه الجوفية غير الآمنة. إن محطة الترشيح التابعة لـ جي أر أي دي قادرة على توفير 20.000 إلى 30.000 لتر من المياه النظيفة يوميًا مما يساعد على التخفيف من هذه المشكلة وتقليل انتشار الأمراض المنقولة عن طريق المياه. بالإضافة إلى ذلك، أدت سهولة التوزيع إلى تقليل مقدار الوقت الذي يقضيه في جمع المياه، مما أتاح مزيدًا من الوقت في المهام الإنتاجية وتقليل ضيق الوقت. أخيرًا، توظف جي أر أي دي السكان المحليين في المجتمع لإدارة العمليات اليومية للمصانع. من الألف إلى الياء، يعزز نموذج عمل الشركة تنمية المجتمعات الريفية ويخططون لتوسيع نطاق عملياتهم في جميع أنحاء الهند.

## أنظر أيضا
- الجيل الموزع
- التصنيف: الطاقة حسب الدولة
- تلوث الهواء الداخلي في الدول النامية
- قائمة مشاريع تخزين الطاقة
- التوليد الصغير
- خارج الشبكة
- اتصالات خط الكهرباء
- الطاقة المتجددة في أفريقيا
- نظام طاقة مستقل
- صندوق الخدمة الشاملة
- الطاقة في إندونيسيا